# Diferenciação do produto
No contexto de gestão de empresas e marketing, a diferenciação do produto inclui as modificações de um produto por forma a torná-lo mais atractivo para o mercado-alvo; envolve, portanto, não só a diferenciação do produto em relação aos dos competidores, mas também as alterações características específicas que tornam esse produto melhor.
Esta diferenciação ocorre, geralmente, com pequenas alterações menores, tipicamente na embalagem (novos slogans promocionais, promoções, etc), embora também possam ocorrer com o produto em si.
Existem dois tipos de diferenciação a:
- diferenciação simples;
- diferenciação profunda ou complexa.

A diferenciação simples situa-se na primeira fase, a de lançamento ou introdução (o produto entre no mercado).
A diferenciação profunda ou complexa situa-se na quarta fase, a de declínio (o produto deixa-se de vender), então passa a existir uma saturação, precisando de iniciar-se um novo ciclo de rejuvenescimento do produto.